# Línea Huaico-Mirasoles (Salta)
La Línea Huaico-Mirasoles o Servicio Huaico-Mirasoles, representado también como Línea 5D a las unidades operadas por la empresa Ale Hnos S.R.L. y como Línea 6D por la empresa Eduardo Ale S.R.L. es una línea de transporte urbano de pasajeros de la ciudad de Salta, Argentina. Cómo recientemente se mencionó, esta línea es operada por dos empresas bajo la administración de SAETA.
Esta línea surgió inicialmente como un refuerzo de horario pico de la línea Troncal Norte-Sur en los barrios Huaico y Mirasoles debido a la poca efectividad de este servicio al ser la única línea que cubría esta zona. Fue así como un 12 de junio del 2013 se dio inicio a esta nueva línea, la cual poco a poco fue incorporando más unidades.

## Recorrido

### Recorrido literal
Sale Control – Av. Barquet – Giro en Monoambientes, vuelve por Av. Barquet – Calle S/N, ingreso a Grupo 100 Viviendas – Calle M – Av. Democracia – Av. Barquet –  Botta de Nicolai – Colectora Oeste Autopista – Av. Democracia – Av. Fuerza Aérea – Av. Bolivia – Av. Arenales – Av. Sarmiento – Santiago del Estero – F. Zuviría – 12 de Octubre – Av. Sarmiento – Av. Arenales – Av. Bolivia – Av. Fuerza Aérea – Av. Democracia – Colectora Oeste Autopista – Botta de Nicolai – Av. Barquet – Av. Democracia – Calle M – Calle S/N hacia Monoambientes – Llega Control.

### Cobertura de barrios
Monoambientes Huaico – Huaico I, II – Portal de Lesser – Mirasoles – El Parque – Centro – El Pilar

## Puntos de interés
- Escuela Provincial de Bellas Artes "Tomás Cabrera"
- Ciudad Judicial
- Universidad Nacional de Salta
- Parque Bicentenario
- Universitario Rugby Club
- Aero Club Salta
- Salta Polo Club
- Popeye Béisbol Club
- Portal Salta
- Hospital Materno Infantil
- Parque 20 de Febrero
- Hospital Señor del Milagro
- Central de Policía
- Legislatura
- Estación de Trenes de Salta